# Groupe de NGC 6484
Le groupe de NGC 6484 est un trio de galaxies situé dans les constellations d'Hercule. La distance moyenne entre ce groupe et la Voie lactée est d'environ 45,4 Mpc (∼148 millions d'al).

## Membres
Le tableau ci-dessous liste les trois galaxies du groupe indiquées dans l'article de A.M. Garcia paru en 1993.
| Nom       | Class. | Type                     | α (J2000.0)   | δ (J2000.0)   | Vitesse radiale (km/s) | m           | Distance (Mpc) | Diamètre (kal) |
| --------- | ------ | ------------------------ | ------------- | ------------- | ---------------------- | ----------- | -------------- | -------------- |
| NGC 6484  | SA(s)c | Spirale                  | 17h 51m 47.0s | 24° 29′ 00″   | 3119 ± 1               | 12,3        | 44,9 ± 3,1     | 109            |
| UGC 11027 | Im?    | Irrégulière magellanique | 17h 53m 16.0s | 24° 34′ 20″   | 3200 ± 1               | 14,3        | 46,0 ± 3,2     | 88             |
| UGC 11029 | SBd    | Spirale barrée           | 17h 53m 52.1s | 24° 28′ 13.5″ | 3145 ± 7               | 14,4 ± 0,06 | 45,2 ± 3,2     | 72             |

Le site DeepskyLog permet de trouver aisément les constellations des galaxies mentionnées dans ce tableau ou si elles ne s'y trouvent pas, l'outil du site constellation permet de le faire à l'aide des coordonnées de la galaxie. Sauf indication contraire, les données proviennent du site NASA/IPAC. 